# Санта-Леокадия (Байан)
Санта-Леокадия (порт. Santa Leocádia) — район (фрегезия) в Португалии, входит в округ Порту. Является составной частью муниципалитета Байан. По старому административному делению входил в провинцию Дору-Литорал. Входит в экономико-статистический субрегион Тамега, который входит в Северный регион. Население составляет 641 человек на 2001 год. Занимает площадь 4,56 км².
Покровителем района считается Санта-Леокадия (порт. Santa Leocádia).